# شلالات كمروك
شلالات كمروك شلالات متساقطة تقع في محافظة حلب في سورية ، وتبعد عن مدينة عفرين حوالي 50 كم في شمال سوريا .
يقع الشلال قرب قرية كمروك Gemrok على مجرى نهر عفرين، تنزل مياهه من فوق بناء قديم جدا بجانبه الايمن قناة مائية مقامة بالجرف الصخري لايصال المياه إلى طاحونة مائية قديمة بجوارعدد من البساتين تقع بين القناة ومجرى النهر، كانت الطاحونة تعمل حتى فترة السبعينات من القرن العشرين، وبجوار الطاحونة خرابة قرية قديمة تدعى قوجك Qȗҫik كان يسكنها بيت جامريك أو جامروكا Ҫemrêk (طريق النهر باللغة الكردية). باسفل الشلال توجد بحيرة صغيرة محاطة بالاشجار توفر الظلال للمتنزهين والمصطافين، تمر من منطقة السد قناة ري تتبع مشروع سد ميدانكي قادمة من بحيرة ميدانكي لايصال المياه باتجاه الجنوب وتوزيعها على سهل جومة في منطقة عفرين.